# Adolphe Jost
Adolphe Jost (Meudon, 17 décembre 1861 - Viroflay, 20 mars 1940), est un auteur dramatique, parolier, compositeur et chansonnier français, auteur de près de 900 chansons sous le pseudonyme de Jyl.

## Œuvres
Parmi ses très nombreuses créations, on peut citer :
Chansons (parolier)
- Aubade à la paresseuse, musique de Olivier Cambon, 1911
- Ah ! Clara, chansonnette comique, musique de Roger Guttinguer, 1912
- Le Baiser rouge, chanson dramatique, musique de Georges Dardany, 1912
- Nana, chanson réaliste, musique de Georges Picquet, 1912
- La Griffe, musique de Edmond Brunswick, 1913
- L’Âme inconnue !, mélodie pour chant et piano avec accompagnement de violoncelle ou violon ad libitum, musique de Ernest Weiller, 1916
- Le Paris des brouillards, chanson, musique de Ernest Cloërec-Maupas, 1917

Composition (auteur-compositeur)
- L’Âne et la femme, monologue, avec Henri Darsay, 1893
- Les Chahuteurs, chansonnette, paroles de Paul Briollet, musique de Jost et Darsay, 1894
- Le Déserteur !, chanson, avec Éloi Ouvrard, 1896
- Andouilloudou !, avec Louis Michaud et Marcel Ray, 1907

Théâtre
- La Tziganie dans les ménages, pièce en 1 acte et 2 tableaux, avec Eugène Héros, 1897